# Rubén Fernández Andújar
Rubén Fernández Andújar (Murcia, 1º marzo 1991) è un ciclista su strada spagnolo che corre per il team Anicolor-Tien 21. Scalatore, professionista dal 2013, nello stesso anno ha vinto il Tour de l'Avenir.

## Carriera

### 2013-2016: I primi anni
Rubén Fernández passa professionista nel 2013 con la Caja Rural vincendo (con la maglia della selezione spagnola) una tappa e la classifica finale del Tour de l'Avenir.
Dopo aver ottenuto qualche top ten in brevi corse a tappe minori nel biennio 2014/15, inizia a raccogliere risultati importanti nel 2016. Prima si piazza 6º nella classifica finale (e secondo tra i giovani) al Tour Down Under. Poi ripete lo stesso piazzamento finale sia al Tour de Pologne che alla Vuelta a Burgos.
Prende il via alla Vuelta a España, suo secondo grande giro della carriera, per fare esperienza e supportare il compagno Nairo Quintana. Dopo essere arrivato secondo, assieme ai compagni della Movistar, nella cronosquadre di apertura, sorprende tutti sul breve arrivo in salita posto al termine della terza tappa. Inizialmente tiene un gran ritmo in favore dei capitani Quintana e Valverde. Poi, nel finale, scatta da solo andando a cogliere il secondo posto di giornata alle spalle di Alexandre Geniez. Questo gli permette, seppure per un solo giorno, di vestire la maglia rossa di capoclassifica. Nelle tappe successive continua ad aiutare il proprio capitano, contribuendo alla sua vittoria finale, e concludendo la corsa al 33º posto.

## Palmarès
- 2011 (Caja Rural, una vittoria)

Campionati murciani, Prova a cronometro Under-23
- 2012 (Caja Rural, una vittoria)

Circuito de Guadiana
- 2013 (Caja Rural-Seguros RGA, una vittoria)

4ª tappa Tour de l'Avenir
Classifica generale Tour de l'Avenir

### Altri successi
- 2025 (Anicolor-Tien 21)

Classifica scalatori Grande Prémio Internacional de Torres Vedras-Troféu Joaquim Agostinho

## Piazzamenti

### Grandi Giri
- Giro d'Italia

2015: 62º
2018: 85º
2024: 54º
- Tour de France

2021: 84º
- Vuelta a España

2016: 33º
2017: ritirato (15ª tappa)
2022: 58º
2023: 54º
2024: non partito (14ª tappa)

### Classiche monumento
- Liegi-Bastogne-Liegi

2016: 125º
2021: 76º
2024: ritirato
- Giro di Lombardia

2019: 37º
2021: 92º

### Competizioni mondiali
- Campionati del mondo su strada

Toscana 2013 - In linea Under-23: 65º

### Competizioni europee
- Campionati europei

Plumelec 2016 - In linea Elite: ritirato